# Бородулин, Иван Алексеевич
Ива́н Алексе́евич Бороду́лин (8 ноября 1921, Петроград — 8 февраля 1997, Мурманск) — советский разведчик, полный кавалер ордена Славы.

## Биография
Родился 8 ноября 1921 года в городе Петрограде в семье рабочего. Русский. В восемь лет остался без отца — Алексей Бородулин, питерский рабочий, комиссар одного из кораблей Балтийского флота, посланный в числе коммунистов-десятитысячников на Кубань для проведения коллективизации, погиб от кулацкой пули. После окончания средней школы в 1939 году Иван поступил в Ленинградский горный институт, однако, продолжить учёбу помешала война.
Вскоре после начала Великой Отечественной войны Иван Бородулин был направлен на специальные разведкурсы в Москве. В 1942 году был призван в Красную Армию и с апреля того же года участвовал в боях с захватчиками на Волховском и Карельском фронтах, защищал город Мурманск.
14 июня 1944 года гвардии сержант Бородулин во главе группы разведчиков, пробираясь к опорному пункту противника на высоте юго-восточнее населённого пункта Петсамо (ныне посёлок Печенга Мурманской области), проделал проход в 2-х минных полях и 4-х проволочных заграждениях, поразил 7 противников.
Приказом командира 10-й гвардейской стрелковой дивизии от 26 июня 1944 года гвардии сержант Бородулин Иван Алексеевич награждён орденом Славы 3-й степени (№ 49808).
8-13 октября 1944 года в боях южнее населённого пункта Петсамо гвардии старший сержант Бородулин в составе взвода в числе первых ворвался в траншею противника, сразил несколько вражеских солдат. Ведя разведку места переправы через реку Валасйоки в том же районе, вступил в бой с группой неприятеля и вышел победителем. Определил численность и расположение огневых точек.
Приказом командира от 2 ноября 1944 года гвардии старший сержант Бородулин Иван Алексеевич награждён орденом Славы 2-й степени (№ 6483).
После окончания боёв на севере дивизия, в которой воевал Бородулин, была переброшена на 2-й Белорусский фронт. В феврале 1945 года 10-я гвардейская стрелковая дивизия уже вела боевые действия в Восточной Пруссии.
5-16 марта 1945 года в районе города Вейхерово (Польша) гвардии старший сержант Бородулин с разведчиками скрытно проник в тыл врага, установил состав войск и систему огня, места переправы через реки Загорш-Флис и Загорш-Бах, уничтожил несколько вражеских солдат. Представляя гвардейца к ордену Славы 1-й степени командир полка писал «Благодаря его смелости и находчивости, командование всегда имеет точные данные о противнике, о системе его огня и заграждений, что способствует успешному ведению боевых действий не только полка, но и дивизии».
Во время боёв по уничтожению группировки противника северо-западнее Берлина Бородулин был ранен, в четвёртый раз за войну. День Победы встретил в госпитале. К концу войны на личном боевом счету разведчика было 19 «языков» (пленных), захваченных им в дерзких и отчаянно смелых операциях, и несколько десятков уничтоженных в рукопашных схватках врагов.
Указом Президиума Верховного Совета СССР от 29 июня 1945 года за образцовое выполнение заданий командования в боях с немецко-фашистскими захватчиками на завершающем этапе Великой Отечественной войны гвардии старший сержант Бородулин Иван Алексеевич награждён орденом Славы 1-й степени (№ 1841). Стал полным кавалером ордена Славы. Участник Парада Победы на Красной площади в Москве 24 июня 1945 года.
В 1946 году был демобилизован. Тогда же назначен секретарём Питкярантского райкома комсомола. Закончил заочно Петрозаводский государственный университет.

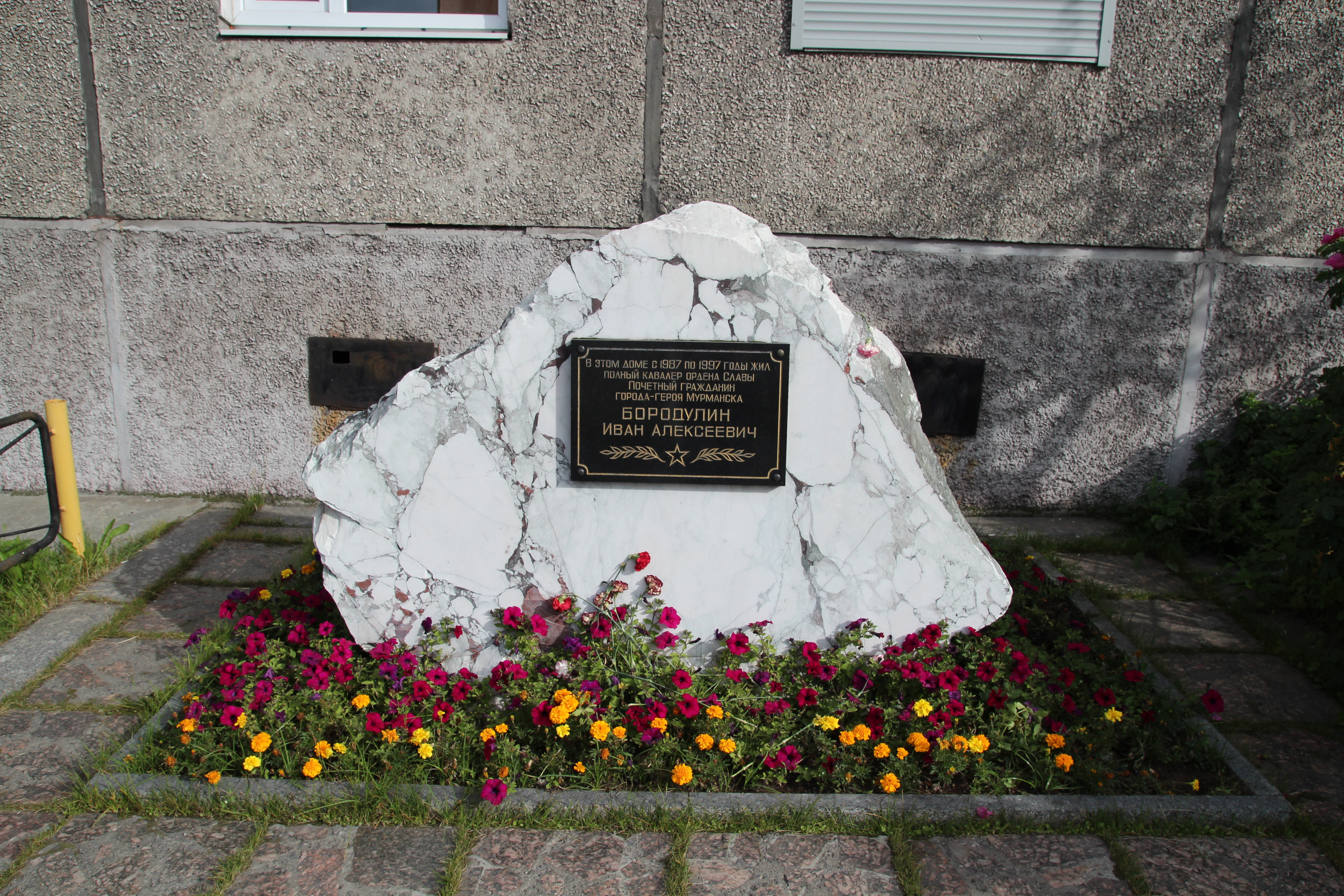
Памятный знак в Мурманске

Затем жил в городе Мурманске. С 1947 года работал матросом Мурманского тралового флота, затем стал штурманом малого плавания. С 1953 года — диспетчер Мурманского морского рыбного порта. С 1963 года — тренер по мотоспорту Мурманского областного автомотоклуба ДОСААФ. После выхода на пенсию посвятил себя работе с детьми и молодёжью. Активно участвовал в деятельности областного и городского Советов ветеранов войны и труда. Участник юбилейного парада Победы в мае 1995 года. Автор книги «Мы-разведка» (Мурманск, 1970). В 1990 году присвоено звание «Почётный гражданин города-героя Мурманска».
Скончался 8 февраля 1997 года. Похоронен в Мурманске на участке почётных захоронений Городского кладбища.

## Награды
Награждён орденами Отечественной войны 1-й степени, Славы 3-х степеней, медалями.

## Память
В городе Мурманске, перед домом № 36 по улице Карла Маркса где жил ветеран, установлен Памятный знак. Его имя носит школа № 26 Мурманска. Ежегодно проводится турнир по дзюдо памяти полного кавалера Ордена Славы, Почётного гражданина города-героя Мурманска Ивана Алексеевича Бородулина.